# 陆维钊 (1920年)
陆维钊（1920年—2015年11月1日），江苏南通人。1936年考入南通师范学校，1941年加入中国共产党。中华人民共和国外交官。
曾任中共南通县区委书记、县委宣传部部长。建国后，陆维钊历任苏北军区警备团政委，江苏省兵役局、省军区司令部办公室主任，驻越南大使馆一等秘书、参赞。
1974年9月，担任中华人民共和国驻巴基斯坦大使。1979年9月，担任中华人民共和国驻叙利亚大使。1983年，担任中华人民共和国驻阿尔及利亚大使。期间担任中华人民共和国外交部亚洲司司长。